# Wilkethöchi
Wilkethöchi är en bergstopp i Schweiz.   Den ligger i distriktet Wahlkreis Toggenburg och kantonen Sankt Gallen, i den östra delen av landet, 140 km öster om huvudstaden Bern. Toppen på Wilkethöchi är 1 167 meter över havet, eller 341 meter över den omgivande terrängen. Bredden vid basen är 4,0 km.
Terrängen runt Wilkethöchi är huvudsakligen kuperad. Runt Wilkethöchi är det ganska glesbefolkat, med 32 invånare per kvadratkilometer.. Närmaste större samhälle är Sankt Gallen, 17,8 km nordost om Wilkethöchi. 
I omgivningarna runt Wilkethöchi växer i huvudsak blandskog.